# Гарміш-Партенкірхен
Гарміш-Партенкірхен (нім. Garmisch-Partenkirchen) — громада в Німеччині, розташована в землі Баварія. Підпорядковується адміністративному округу Верхня Баварія. Входить до складу району Гарміш-Партенкірхен. Гірськолижний курорт, місце проведення зимової Олімпіади 1936. Офіційного статусу «місто» не має; складається із двох відносно самостійних історичних частин - Гарміш та Партенкірхен, що офіційно звуться «самостійні громади районного підпорядкування»
Площа — 205,66 км2. Населення становить 27 253 ос. (станом на 31 грудня 2020).

## Клімат
Місто знаходиться у зоні, котра характеризується морським кліматом. Найтепліший місяць — липень із середньою температурою 16.1 °C (61 °F). Найхолодніший місяць — січень, із середньою температурою -2.2 °С (28 °F).
| Клімат Гарміш-Партенкірхена | Клімат Гарміш-Партенкірхена | Клімат Гарміш-Партенкірхена | Клімат Гарміш-Партенкірхена | Клімат Гарміш-Партенкірхена | Клімат Гарміш-Партенкірхена | Клімат Гарміш-Партенкірхена | Клімат Гарміш-Партенкірхена | Клімат Гарміш-Партенкірхена | Клімат Гарміш-Партенкірхена | Клімат Гарміш-Партенкірхена | Клімат Гарміш-Партенкірхена | Клімат Гарміш-Партенкірхена | Клімат Гарміш-Партенкірхена |
| Показник                    | Січ.                        | Лют.                        | Бер.                        | Квіт.                       | Трав.                       | Черв.                       | Лип.                        | Серп.                       | Вер.                        | Жовт.                       | Лист.                       | Груд.                       | Рік                         |
| Абсолютний максимум, °C     | 16                          | 21                          | 24                          | 28                          | 32                          | 32                          | 33                          | 33                          | 30                          | 27                          | 23                          | 17                          | 33                          |
| Середній максимум, °C       | 2                           | 4                           | 8                           | 12                          | 17                          | 19                          | 21                          | 21                          | 18                          | 13                          | 7                           | 2                           | 12                          |
| Середня температура, °C     | −2                          | 0                           | 3                           | 6                           | 11                          | 13                          | 15                          | 15                          | 12                          | 8                           | 3                           | −1                          | 7                           |
| Середній мінімум, °C        | −6                          | −5                          | −2                          | 1                           | 5                           | 8                           | 10                          | 10                          | 7                           | 3                           | −1                          | −5                          | 2                           |
| Абсолютний мінімум, °C      | −27                         | −27                         | −19                         | −12                         | −6                          | 0                           | 2                           | 1                           | −3                          | −9                          | −16                         | −21                         | −27                         |
| Норма опадів, мм            | 70                          | 50                          | 60                          | 90                          | 120                         | 170                         | 180                         | 160                         | 120                         | 70                          | 60                          | 80                          | 1280                        |
| Днів з дощем                | 8                           | 6                           | 6                           | 7                           | 7                           | 9                           | 9                           | 9                           | 9                           | 7                           | 6                           | 8                           | 82                          |
| Вологість повітря, %        | 82                          | 78                          | 74                          | 74                          | 75                          | 79                          | 79                          | 81                          | 82                          | 82                          | 83                          | 84                          | 79                          |
| --------------------------- | --------------------------- | --------------------------- | --------------------------- | --------------------------- | --------------------------- | --------------------------- | --------------------------- | --------------------------- | --------------------------- | --------------------------- | --------------------------- | --------------------------- | --------------------------- |
| Джерело: Weatherbase        |                             |                             |                             |                             |                             |                             |                             |                             |                             |                             |                             |                             |                             |

## Історія
Гарміш-Партенкірхен було утворено об'єднанням вищезгаданних поселень під масивним тиском правлячої тоді нациської партії НСДАП в 1935 році. Метою об'єднання була підготовка до проведення зимової Олімпіади 1936. 
Партенкірхен був заснований римлянами під час їх просування на Північ Європи через Альпи і спочатку називався Partanum. Перша згадка про нього датується 15 роком. Партанум лежав на шляху, що звався Via Claudia, між Венецією й Аугсбургом. Сучасна вулиця Людвігсштрассе проходить древньою римською дорогою.
Перше письмова згадка про поселення Гарміш в офіційних джерелах з'являється в 802 році н.е. як Germaneskau - германський район, що явно свідчить про етнічний характер поселення, де мешкали германці.
У період Середньовіччя долина була під владою єпископа Фрайзинга. Нею управляв представник єпископа, який носив титул пфлегер і мешкав у замку Верденфельс, розташованому на пагорбі на північній околиці Гарміша. В нові часи, після відкриття Америки, міста долини занепали, внаслідок зменшення значення сухопутної торгівлі. Населення страждало від періодичних епідемій. Як і багатьох інших містах Європи в 16 столітті вибухнула істерія полювання на відьом. Між 1589 та 1596 було засуджено 63 жінки, що становило на той час понад 10% населення.
Замок Верденфельс, у якому ув'язнювали підозрюваних відьм, здобув погану славу й на початку 17 ст. знелюднів і занепав. В середині століття його розібрали, й будівельний матеріал використали для побудови Нової кірхи на Марієнплац. Будівництво церкви, спроектованої в стилі бароко, завершилося в 1752. Стара кірха була збудована ще до християнства, й, мабуть, служила колись поганським храмом. Впродовж багатьох років вона використовувалася як склад, зброярня й сінник, але пізніше була освячена знову. В церкві залишилися сліди старих середньовічних фресок.

## Спорт
У 1936 в Гарміш-Партенкірхені проходила зимова Олімпіада. В наш час напередодні Нового року проходять змагання зі стрибків з трамліна, що входять до Турне чотирьох трамплінів. За містом, на трасі Кандагар, відбуваються змагання з гірськолижного спорту. Місто приймало чемпіонат світу з гірськолижного спорту в 1978 і  2011 роках.
Висуваючи свою кандидатуру на проведення зимових Олімпійських ігор 2018, Мюнхен планував використати спортивні споруди Гарміш-Партенкірхена. 
Гарміш-Партенкірхен також є популярним європейським гірськолижним курортом для спортсменів-аматорів.

## Галерея

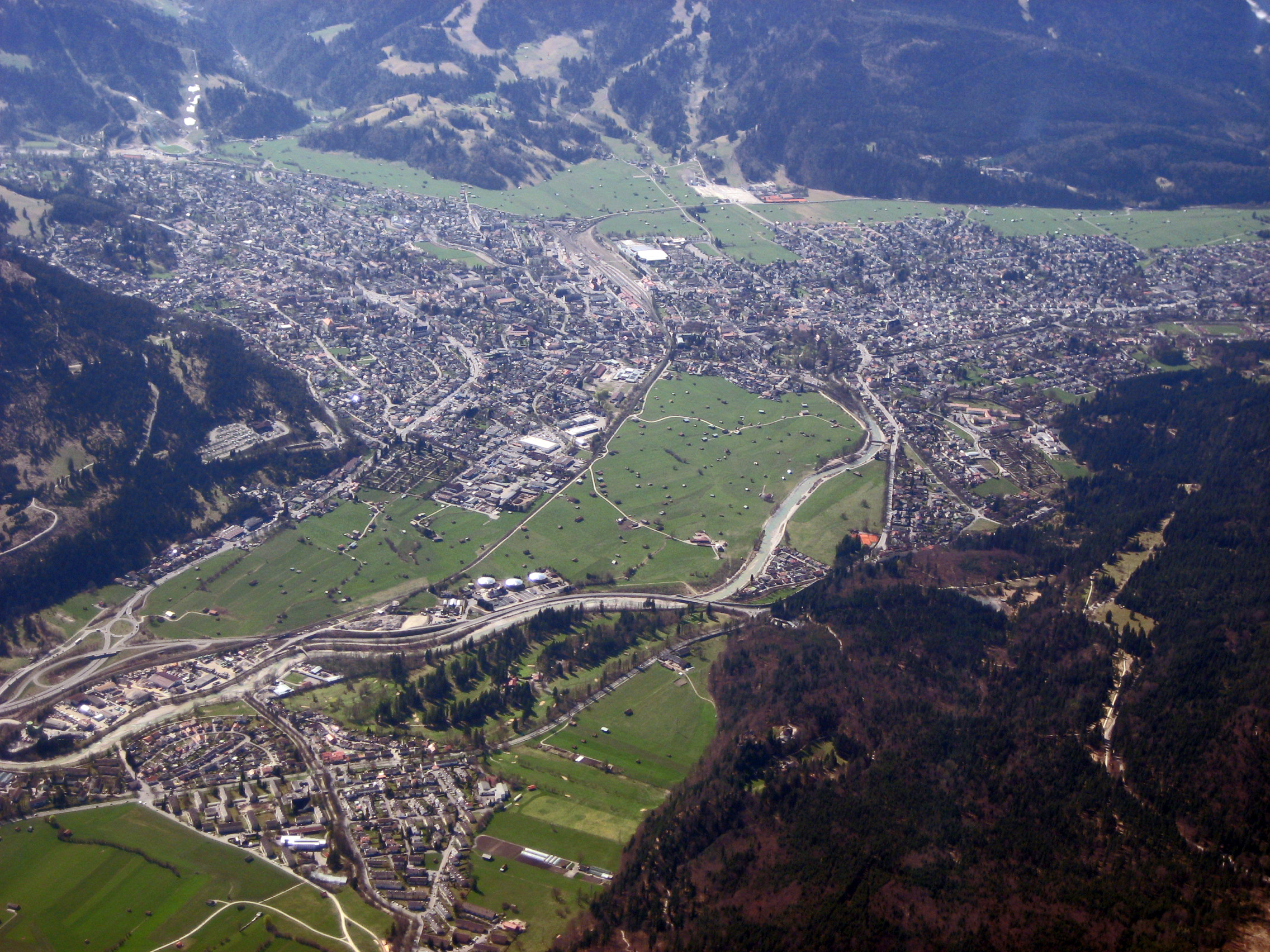
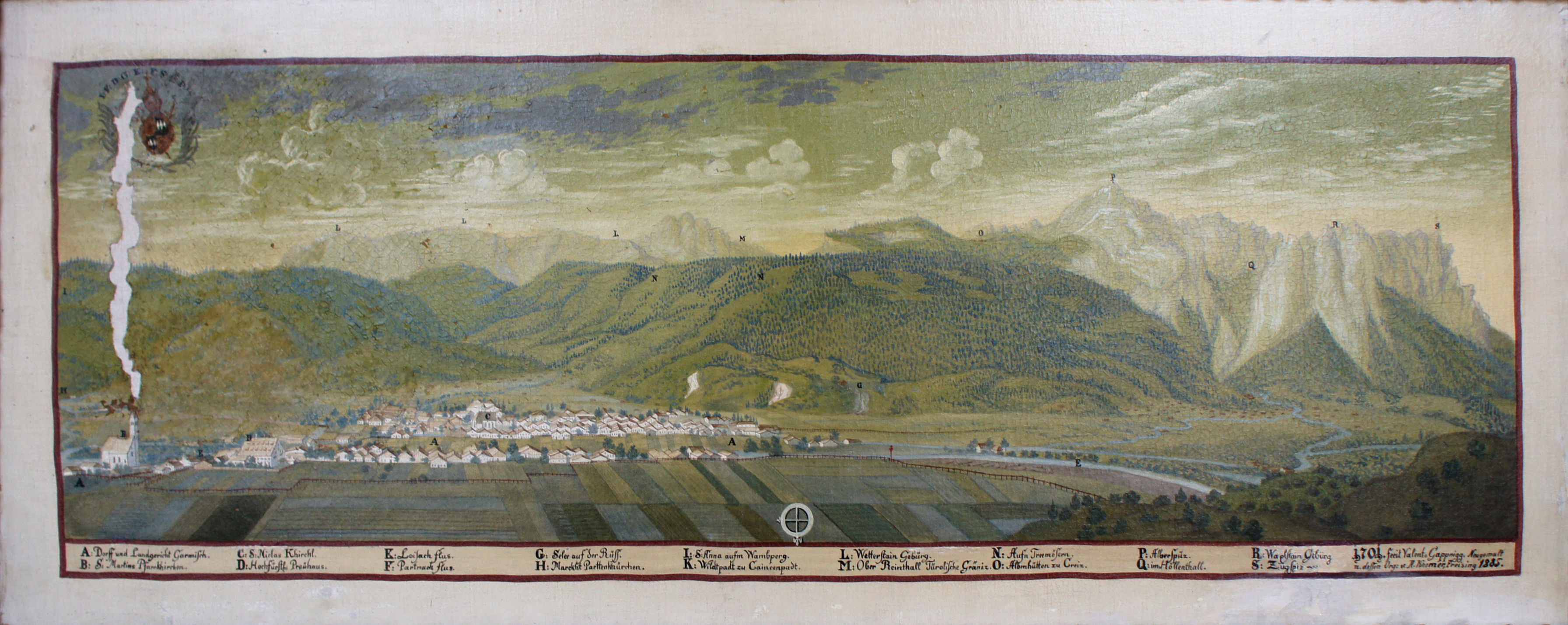
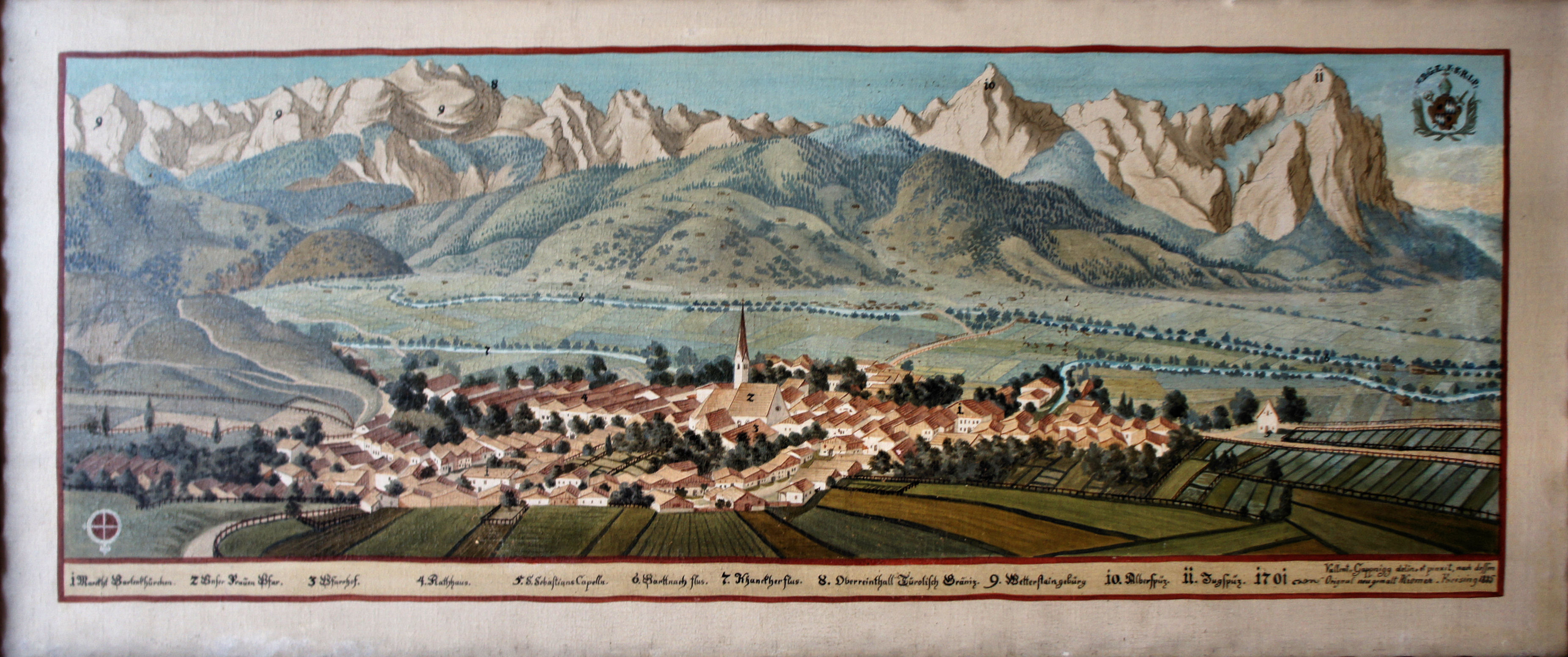
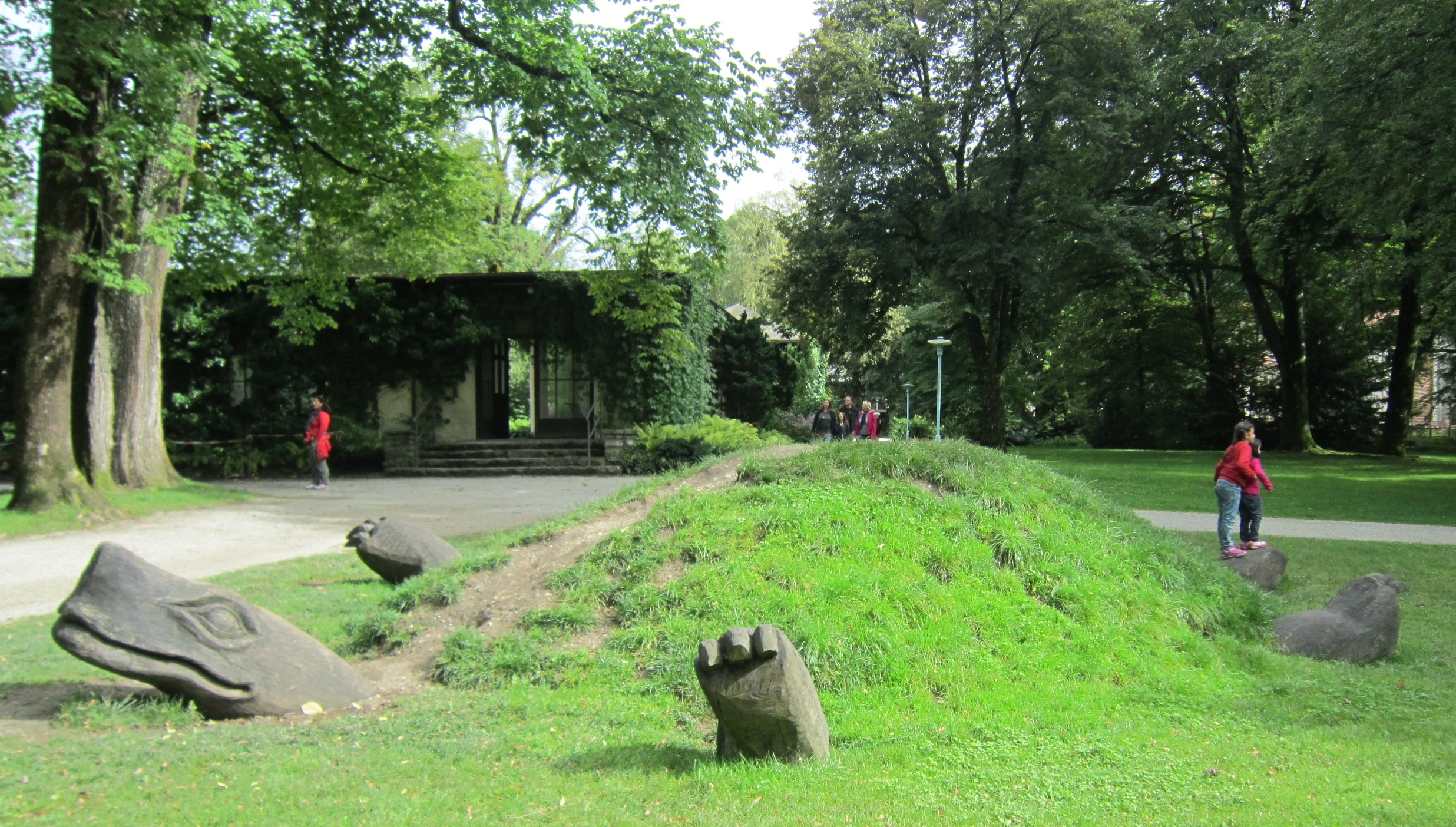
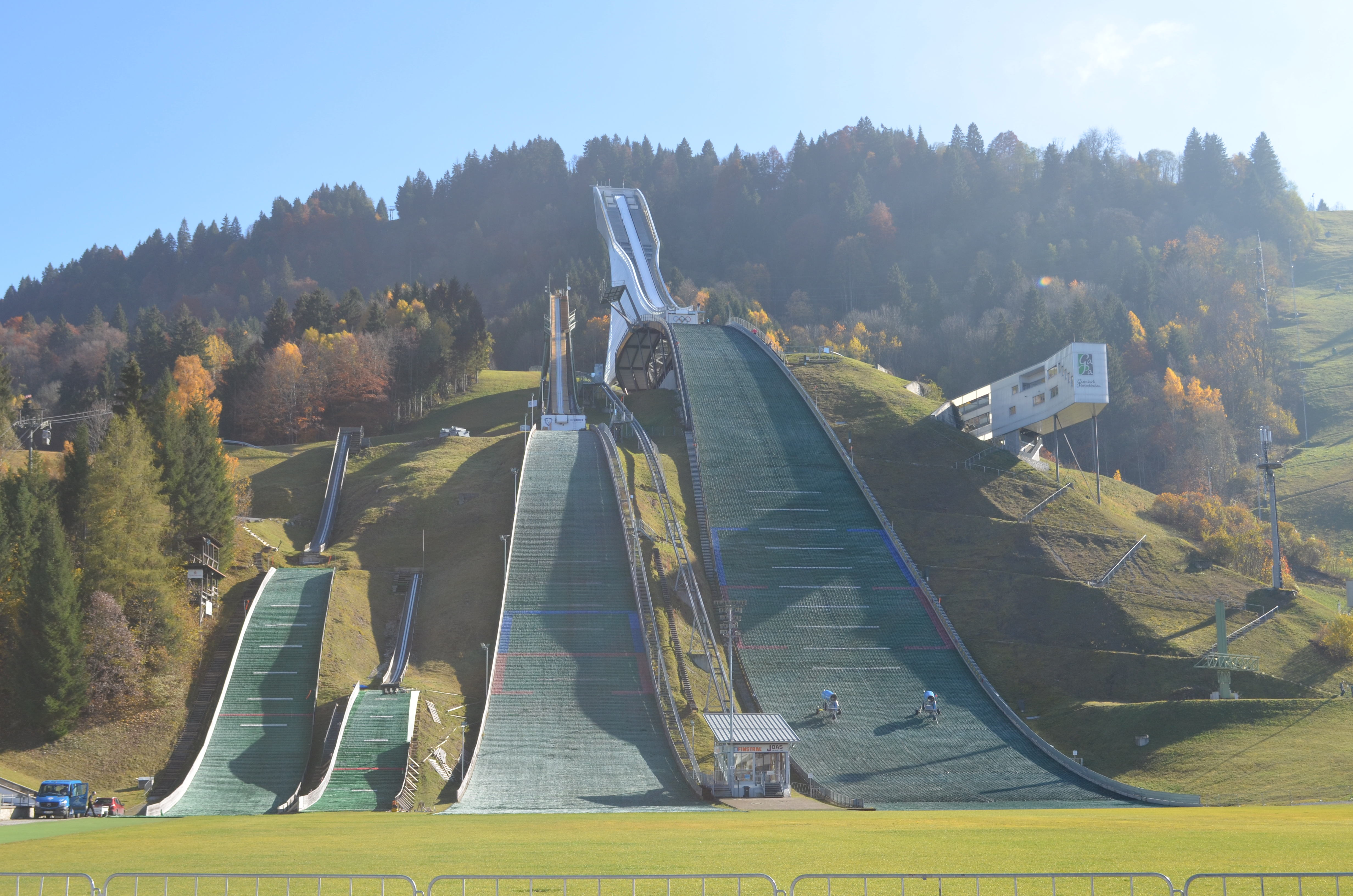
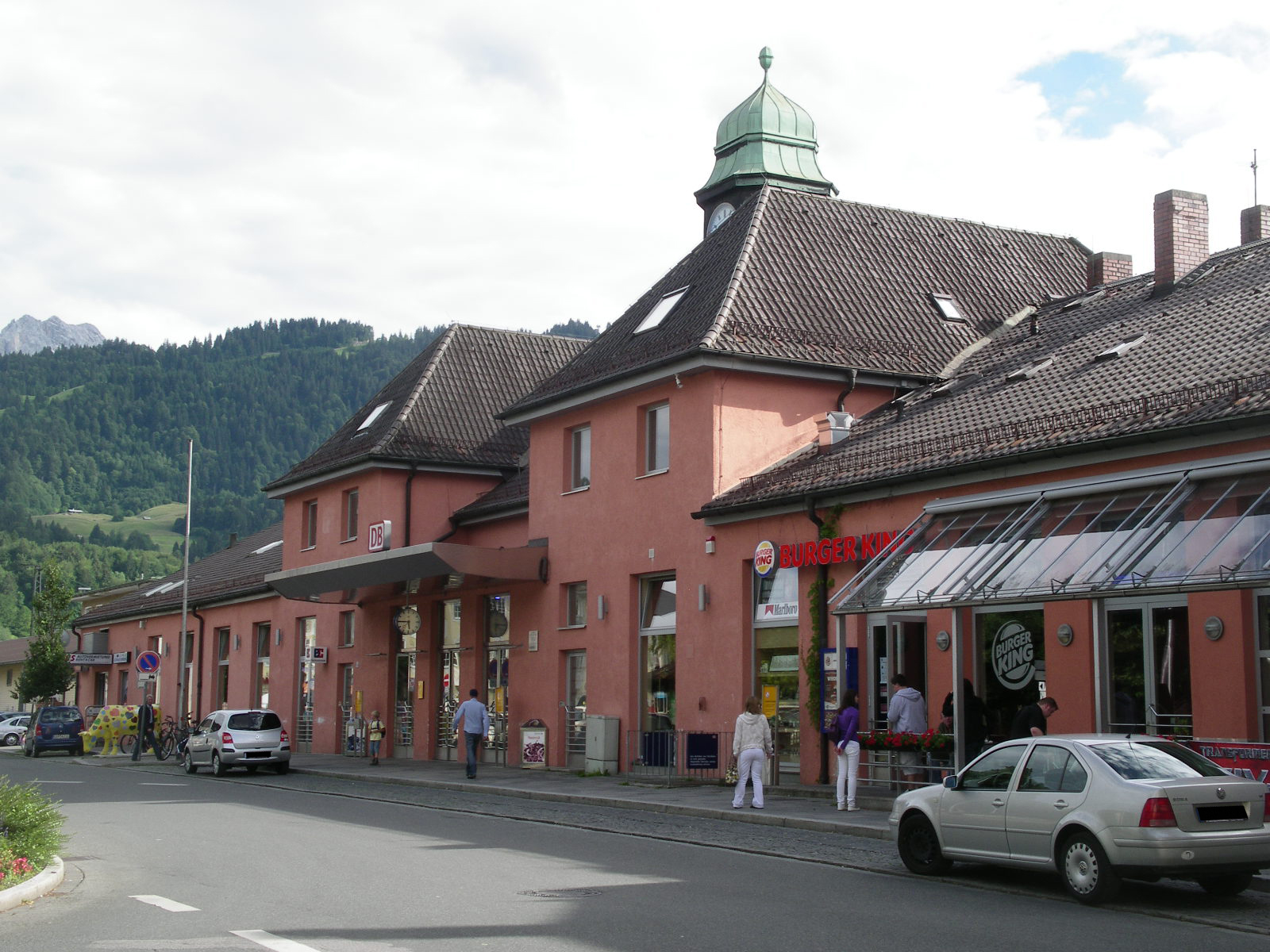

## Відомі люди
У Гарміш-Партенкірхені народилися дитячий письменник Міхаель Енде та чимало видатних спортсменів, серед яких Маґдалена Нойнер, Марія Ріш, Міріам Гесснер, Лаура Дальмаєр. В 1952 р., як свідчила Наталія Бандера, протягом кількох місяців родина С. Бандери переховувалася в маленькому с. Оберлав біля Гарміш-Партенкірхена.